# BS-TBS
BS-TBS, Incorporated (株式会社ビーエス・ティービーエス?, Kabushiki-gaisha Bīesu-Tibīesu), in precedenza nota come BS-i, è una stazione televisiva satellitare giapponese, la cui sede principale si trova ad Akasaka nel quartiere di Minato a Tokyo. Fa parte del Japan News Network.

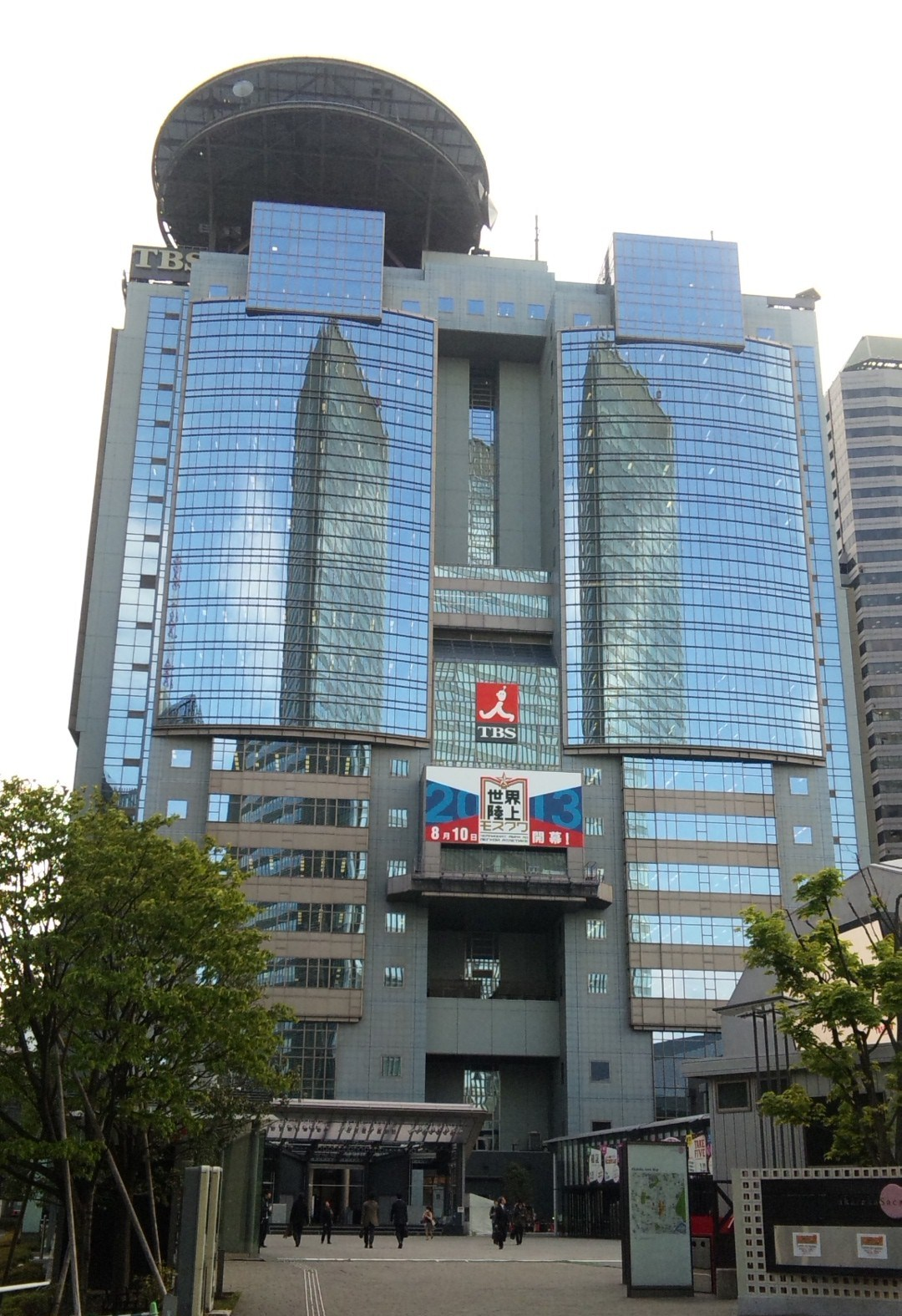
Sede della TBS

Fondata nel novembre del 1998 come Japan Digital Communications, Incorporated (株式会社ジャパン・デジタル・コミュニケーションズ?), ha cambiato il suo nome con quello attuale nel giugno del 2000.
Il canale ritrasmette la maggior parte dei programmi che vanno in onda su TBS, insieme a molti anime, spesso di produzione originale.